# 臺中市烏日區烏日國民小學
臺中市立烏日國民小學，簡稱烏日國小，是一間位於台灣臺中市烏日區的國民小學。

## 校史
- 1915年，4月設立「犁頭店公學校烏日分校」。
- 1919年，4月獨立為「烏日公學校」。
- 1931年，4月校名改為「烏日國民學校」。
- 1945年，10月中華民國接管臺灣後，楊春廱先生受委派為戰後首任校長。
- 1947年，9月奉台中縣政府指定為「烏日區示範國民學校」。
- 1947年，9月奉台中縣政府核准設立「附設幼稚園」。
- 1954年，8月分別設立五光、光明、榮泉、學田、九德分班。
- 1955年，8月學田與榮泉兩分班合併，設立「旭光分校」。
- 1957年，9月旭光分校獨立為「旭光國民學校」；五光與光明兩分班合併，設立「五光分校」；九德分班改為九德分校。
- 1958年，9月五光分校獨立為「五光國民學校」。
- 1960年，4月九德分校獨立為「僑仁國民學校」。
- 1968年，8月實施九年國民教育，改制為「烏日國民小學」。
- 1980年，9月奉台中縣政府核准設立「智能不足兒童教育實驗班〈啟智班〉」。
- 1993年，7月活動中心落成啟用。
- 1998年，7月奉台中縣政府指定為「法治教育中心學校」。
- 2001年，1月幼稚園教室落成啟用，8月奉台中縣政府指定為「特殊教育區域中心學校」。
- 2004年，8月奉台中縣政府核准設立「巡迴輔導資源班」。
- 2005年，11月26日進德樓教室落成啟用
- 2008年，7月4日修業樓完工並於97年10月25日落成啟用，8月奉台中縣政府核准「巡迴輔導資源班」轉型為「資源班」。

## 歷任校長
日治時代：
戰後：
1. 楊春廱：1945年10月－1967年11月
2. 陳坤練：1967年11月－1972年4月
3. 劉萬國：1973年1月－1986年8月
4. 廖德華：1986年8月－1993年8月
5. 江金傳：1993年8月－2001年2月
6. 吳信：2001年2月－2009年2月1日
7. 方天佑：2009年2月1日－2012年7月31日
8. 林秋發：2012年8月1日－2016年7月31日
9. 沈俊達：2016年8月1日－2023年7月31日
10. 邱志忠：2023年8月1日－現任

## 學區資訊
- 烏日里
  - 全里
- 湖日里
  - 全里
- 三和里
  - 第2-14鄰(1鄰中山路三段、學田路312巷【118、148弄25號210、230、235、306、350、352、362、366、368、372、376、426、428號】、高鐵五路、高鐵路二段)
- 學田里
  - 12鄰312巷105弄
- 光明里
  - 第9-13鄰

## 班級數及學生數
- 110學年度第2學期[1]

| 年級  | 班級數 | 男生數 | 女生數 |
| 1年級 | 5      | 75     | 66     |
| 2年級 | 5      | 68     | 55     |
| 3年級 | 5      | 78     | 63     |
| 4年級 | 5      | 74     | 49     |
| 5年級 | 5      | 58     | 66     |
| 6年級 | 5      | 75     | 53     |
| 合計  | 30     | 428    | 352    |

## 教職員人數
- 教師：59人
- 護士：1人
- 職員：4人
- 工友：3人
- 警衛：2人

(97學年度)

## 學校圖片
烏日國小校徽：

## 外部連結
- 臺中市立烏日國民小學 （页面存档备份，存于）